# Lepturichthys
Lepturichthys is een geslacht van straalvinnige vissen uit de familie van de steenkruipers (Balitoridae).

## Soorten
- Lepturichthys dolichopterus Dai, 1985
- Lepturichthys fimbriata (Günther, 1888)